# Хабітам Алему
Хабітам Алему Баї (англ. Habitam Alemu Bayih, нар. 9 липня 1997) — ефіопська легкоатлетка, яка спеціалізується в бігу на середні дистанції, рекордсменка Ефіопії. Учасниця Олімпійських ігор (2016).

## Спортивна кар'єра
У 2021 стала першою у загальному заліку Світового туру в приміщенні з бігу на 800 метрів, внаслідок чого здобула право взяти участь у чемпіонаті світу в приміщенні-2022.

## Основні міжнародні виступи
| Рік  | Змагання                     | Місто          | Місце | Дисципліна | Примітки |
| ---- | ---------------------------- | -------------- | ----- | ---------- | -------- |
| 2015 | Чемпіонат світу              | Пекін          | 2заб7 | 800 м      |          |
| 2015 | Африканські ігри             | Браззавіль     | 4     | 800 м      |          |
| 2016 | Чемпіонат світу в приміщенні | Портленд       | 6     | 800 м      |          |
| 2016 | Олімпійські ігри             | Ріо-де-Жанейро | 2пф6  | 800 м      |          |
| 2017 | Чемпіонат світу              | Лондон         | 1пф8  | 800 м      |          |
| 2018 | Чемпіонат світу в приміщенні | Бірмінгем      | 4     | 800 м      |          |